# اللغة العيلامية
العيلامية أو اللغة العيلامية هي لغة بائدة كان يتحدث بها العيلاميون القدماء. وكانت العيلامية الأخمينية اللغة الأساسية في الإمبراطورية الفارسية في 2800-550 قبل الميلاد.وقد كتبت سجلات قديمة في اللغة العيلامية تظهر الوقت تقريبا الذي تم فيه غزو الإمبراطورية الفارسية من قبل الإسكندر الأكبر.

## التاريخ
تاريخ اللغة العيلامية على النحو التالي:
- العيلامية القديمة (ج. 2600-1500 قبل الميلاد)
- العيلامية الوسطى (ج. 1500-1000 قبل الميلاد)
- العيلامية النيو (1000-550 قبل الميلاد)
- العيلامية الأخمينية (550-330 قبل الميلاد)

العيلامية الأخمينية تم استخدامه على نطاق واسع من قبل الدولة الأخمينية الفارسية للرسوم الرسمية وكذلك السجلات الإدارية.

## روابط خارجية
1. ↑  Brown, Keith and Sarah Ogilvie. Concise encyclopedia of languages of the world. P.316